# La serpe di Zanzibar
La serpe di Zanzibar (West of Zanzibar) è un film muto del 1928 diretto da Tod Browning. Nel 1932, ne verrà girato un remake con Kongo diretto da William J. Cowen.
Il ruolo di Flint era stato sostenuto in teatro da Walter Huston: il dramma aveva debuttato con successo a New York a Broadway il 30 marzo 1926 arrivando a 135 recite

## Trama
L'illusionista Phroso viene abbandonato dalla moglie che lo lascia per un altro uomo, Crane. Lottando con Crane, Phroso viene colpito e resta paralizzato. La moglie poi muore, lasciando una bambina. Nei seguenti diciotto anni, Phroso, in Africa, vive rispettato come un re da una tribù locale: ora viene chiamato Dead Legs (Gambe morte) dai suoi compari. Il suo scopo nella vita è quello di vendicarsi di Crane, un trafficante d'avorio, con cui avrà alla fine uno scontro da cui uscirà vincitore.

## Produzione
Prodotto dalla MGM, il film fu girato dal 25 giugno al 31 luglio 1928 con un budget stimato di 259.000 dollari. Il film, pur muto, venne rilasciato con l'aggiunta di effetti sonori e di una colonna sonora sincronizzata alle immagini.
La sceneggiatura originale venne scritta da Elliott J. Clawson basandosi sull'opera teatrale del 1926 Kongo di Charles de Vonde e Kilbourn Gordon. Pur non vi siano fonti al riguardo, lo storico del cinema Jon C. Mirsalis afferma che Waldemar Young fosse stato quasi sicuramente coinvolto nella stesura della sceneggiatura. La storia originale venne scritta da Vonde ispirato da una reale esperienza avvenutagli nel corso di un viaggio attraverso il Congo. Da un'inchiesta giornalistica dell'epoca, De Vonde contrasse una "incurabile malattia tropicale" di origine sconosciuta nel corso di una sua escursione nella giungla e poco prima di morire espresse il desiderio di una trasposizione cinematografica della sua opera. De Vonde morì il 10 gennaio 1928 senza riuscire nel suo intento, ma due ore dopo la sua morte la MGM acquistò i diritti cinematografici della sua opera per 35.000 dollari.
L'ufficio Hays, organismo censore ufficiale di Hollywood, proibì qualunque trasposizione di Kongo per il grande schermo, così che la MGM per aggirare la censura cambiò il titolo della storia in South of the Equator e infine in West of Zanzibar oltre al nome dei protagonisti. Vennero inoltre ammorbiditi e occultati alcuni elementi particolarmente controversi per l'epoca dell'opera come i riferimenti all'aborto, all'abuso di droghe, al meticciato e alle malattie veneree lasciando comunque più espliciti i riferimenti all'adulterio, alla prostituzione, all'alcolismo e al cannibalismo e alla violenza dei nativi. Browning aggiunse alcuni elementi distintivi del suo cinema non presenti nell'opera originale come il prologo relativo all'occupazione di Phroso come illusionista circense.
Mary Nolan, che interpreta Maizie nel film, era una ex Ziegfeld Girl che si esibiva col nome d'arte di Imogene “Bubbles” Wilson. Ma nel 1924 uno scandalo relativo a relazione con un uomo sposato (l'attore di Broadway Frank Tinney, all'epoca definito "il più grande comico americano di sempre") fece finire prematuramente la sua carriera. All'epoca Nolan aveva realizzato diversi film in Europa e in particolare in Germania prima di tornare negli Stati Uniti nel 1927 quando venne scelta come protagonista femminile per il film a causa dei suoi "occhi tristi".
West of Zanzibar risulta degno di nota anche per via di alcune sequenze andate perdute; in particolare una in cui Phroso (Lon Chaney) è travestito da "uomo papera" in un freak show (anticipando quella che si vedrà in Freaks) e le scene riguardanti l'arrivo di Phroso in Africa. Esistono foto di scena di Lon Chaney travestito da "uomo papera", ma non si conosce se queste scene vennero effettivamente girate o siano andate perdute in un secondo momento insieme alle altre. Inoltre alla fine del terzo rullo si nota un'evidente mancanza di una scena in cui Maizie (Mary Nolan) apparentemente tenta di scappare dalla capanna prima di venir trascinata di nuovo all'interno in condizioni trasandate; da ciò si deduce che il quarto rullo (o perlomeno buona parte di esso) sia stato espunto. La versione presentata alla premier del film a New York nel dicembre del 1928 aveva una durata di 70 minuti, la versione attuale risulta di 65, ulteriori fonti comprovano la mancanza di diverse sequenze.
Inoltre il finale originale presente sulla sceneggiatura, seppur probabilmente mai girato, vede Maizie uccidere Phroso a coltellate mentre dorme nella sua capanna prima di fuggire via.
La stessa MGM realizzò un remake sonoro nel 1932 intitolato Kongo con Walter Huston nei panni di Phroso, riprendendo lo stesso ruolo che dal 1926 aveva interpretato nell'opera teatrale originale. Il film inoltre reintegra e rende maggiormente espliciti tutti gli elementi controversi attutiti e eliminati dalla versione del 1928 ma non ebbe il successo sperato e rimane oggi difficilmente reperibile.

## Distribuzione
Il film è stato distribuito dalla MGM, uscendo nelle sale statunitensi il 24 novembre 1928.  Il film ha incassato 921.000 dollari.
West of Zanzibar scatenò polemiche nella regione del Tanganyika, colonia britannica dell'Ovest di Zanzibar (i due paesi uniti oggigiorno formano lo stato della Tanzania). Il film venne accusato di rappresentare l'Africa come un "Cuore di tenebra" e generò nelle colonie un apposito regolamento censorio per cui ogni film distribuito al loro interno avrebbe dovuto passare una censura per poter essere definito "adatto a tutte le razze", "solo per non-nativi" o bandito completamente. Per il dominio coloniale le persone nere africane non avrebbero dovuto generalmente avere l'opportunità di vedere come venissero rappresentate da Hollywood e dal resto del mondo per timore delle loro reazioni.

### Date di uscita
IMDB
- USA	24 novembre 1928
- Austria	1929
- Portogallo	10 luglio 1930

Alias
- West of Zanzibar	   USA (titolo originale)
- À l'ouest de Zanzibar	Francia
- Das Gesetz des Kongo	  Austria
- Em Plena Selva  	Portogallo
- La serpe di Zanzibar	Italia
- Le Talion	   Francia
- Los pantanos de Zanzíbar	Spagna
- O lefkos magos	Grecia
- Zanzibártól nyugatra	Ungheria